# Pind Dadan Khan Tehsil
Pind Dadan Khan Tehsil (ourdou/panjābī : پنڈ دادن خان) est une sous-division administrative (tehsil) du district de Jhelum dans le Pendjab pakistanais. 
Ce pind (« village » en panjābī) est nommé en l'honneur de Nawab Dadan Khan, un gouverneur musulman du Lahore au XVIIIe siècle.